# Premio Amanda 2003
La XIX edizione del premio cinematografico norvegese Premio Amanda (Amanda Awards in inglese) si tenne nel 2003.

## Vincitori
- Miglior film - Salmer fra kjøkkenet
- Miglior film straniero - The Hours
- Miglior attore - Aksel Hennie per Jonny Vang
- Miglior attrice - Lena Endre per Musica per matrimoni e funerali
- Miglior documentario - Et steinkast unna
- Miglior cortometraggio - Alt i alt
- Miglior realizzazione artistica - Billy Johansson
- Miglior film per bambini - Ulvesommer
- Miglior serie TV - Fox Grønland
- Miglior debutto nordico - Christoffer Boe per Reconstruction
- Premio onorario - John M. Jacobsen